# Ceratocystis albofundus
Ceratocystis albofundus là một loài Ascomycetes trong họ Ceratocystidaceae. Loài này được M.J.Wingfield, De Beer & M.J. Morris miêu tả khoa học đầu tiên năm.
Đây là loài gây hại của cây Acacia mearnsi, phát triển phổ biến ở Nam Phi.